# دنیل پریرا (بازیکن فوتبال، زاده ۱۹۷۶)
دنیل پریرا (انگلیسی: Daniel Pereira؛ زادهٔ ۵ دسامبر ۱۹۷۶) بازیکن فوتبال اهل آرژانتین است.
از باشگاه‌هایی که در آن بازی کرده‌است می‌توان به باشگاه فوتبال لیورپول (مونته‌ویدئو) و باشگاه فوتبال پنیارول اشاره کرد.